# 浜松市博物館
浜松市博物館（はままつしはくぶつかん、Hamamatsu City Museum）は、静岡県浜松市中央区にある市立博物館である。原始から近代まで、浜松地域の歴史資料を紹介しており、縄文時代の貝塚である蜆塚遺跡（国の史跡）に隣接している。

## 歴史
1958年（昭和33年）、浜松城天守閣内に浜松市立郷土博物館（はままつしりつきょうどはくぶつかん）として開館した。1979年（昭和54年）に現在地に移転し、浜松市博物館（はままつしはくぶつかん）に改称した。2011年（平成23年）、常設展示室がリニューアルされた。

## 展示
常設展示として「はままつの歴史・文化展示室」を設け、原始から近代までの浜松地域の歴史を紹介している。他に特別展示室、講座室などがある。

## 施設
2005年（平成17年）7月に12市町村が合併して新浜松市が誕生し、旧市町村に存在した資料館を分館に位置付けている。これにともなって「海抜0mから1200mまで」というキャッチフレーズを制定した。

### 本館
- 浜松市博物館（浜松市中央区蜆塚四丁目）

### 分館
- 浜松市蜆塚公園（浜松市中央区蜆塚四丁目）
- 浜松市姫街道と銅鐸の歴史民俗資料館（浜松市浜名区細江町）
- 浜松市水窪民俗資料館（浜松市天竜区水窪町）
- 浜松市舞阪郷土資料館（浜松市中央区舞阪町）
- 浜松市春野歴史民俗資料館（浜松市天竜区春野町）
- 市民ミュージアム浜北（浜松市浜名区貴布祢）

## 文化財

### 静岡県指定文化財
- 有形文化財
  - 馬場平古墳出土品を含む考古資料一括（考古資料） - 1967年（昭和42年）10月11日指定[4]。
  - 伊場遺跡群出土古代文字資料（考古資料） - 2002年（平成14年）3月22日指定[5]。
  - 鳥居松遺跡出土金銀装円頭大刀（考古資料） - 2020年（令和2年）3月27日指定[6]。

### 浜松市指定文化財
- 有形文化財
  - 鰐口（工芸品） - 1964年（昭和39年）11月1日指定[7]。

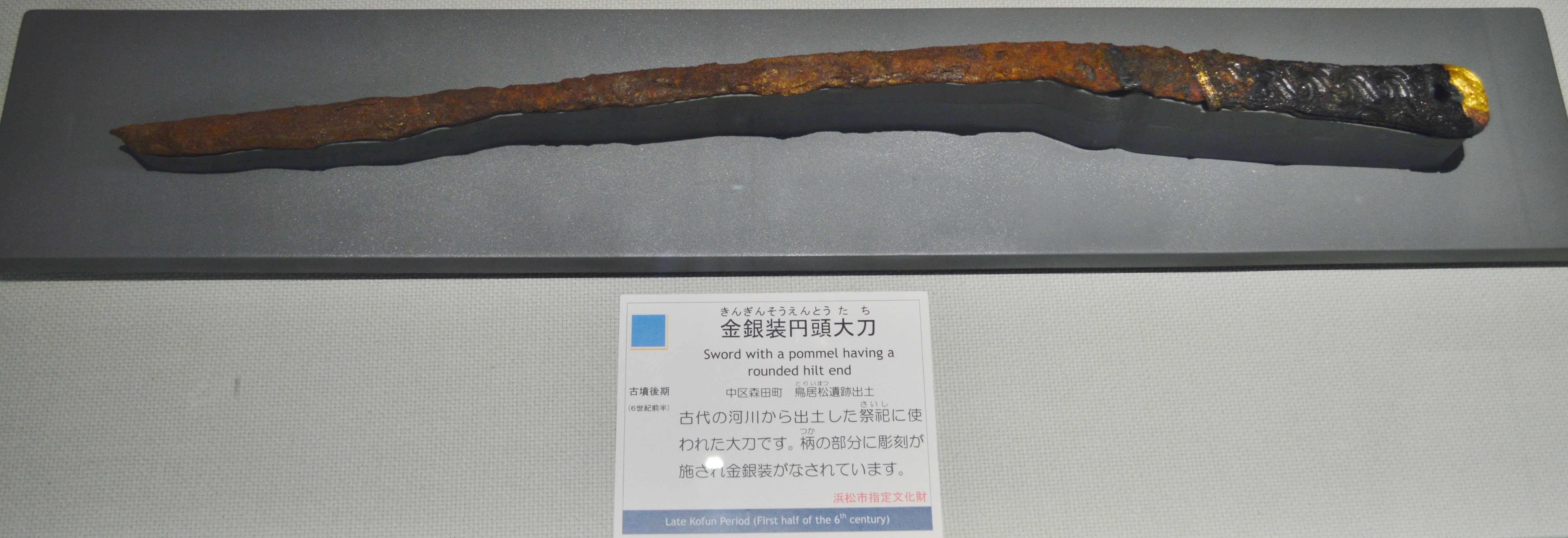
鳥居松遺跡出土 金銀装円頭大刀
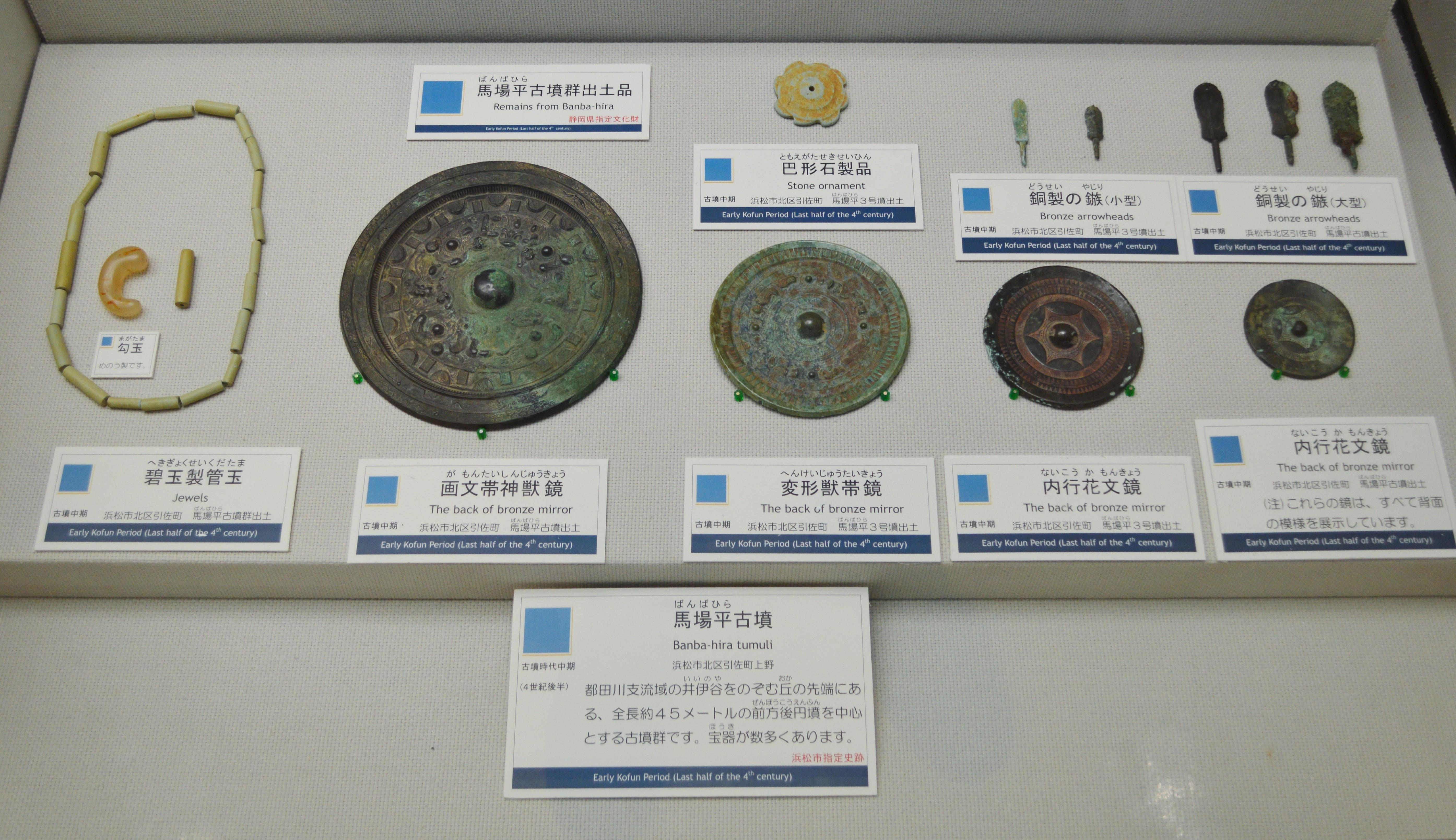
馬場平古墳群出土品

## 利用案内
アクセス
- 東海道新幹線・JR東海道線 浜松駅から西へ約3キロ。
- 遠鉄バス：0遠州浜蜆塚線「博物館」停留所下車、徒歩で約2分。（浜松駅バスターミナルから0佐鳴台団地行約15分。）

開館時間
- 午前9時 - 午後5時

休館日
- 月曜日（休日の場合は開館）、祝日の翌日、年末年始（12月29日 - 1月3日）

観覧料
- 常設展 - 大人310円／高校生150円／小中学生無料